# بليندا كلارك
بليندا كلارك (10 سبتمبر 1970 في أستراليا - ) (بالإنجليزية: Belinda Clark)‏ هي لاعبة كريكت أسترالية. شاركت مع منتخب أستراليا الوطني للكريكت.

## وصلات خارجية
- بليندا كلارك على موقع إي آس بي آن كريك إنفو (الإنجليزية)
- بليندا كلارك على موقع قاعة أستراليا للمشاهير الرياضية (الإنجليزية)